# Déry József (orvos)
Déry József (Pest-Buda, 1818. – Budapest, 1891. március 17.) orvos.

## Élete
Zsidó származású volt, iskoláit Budapesten végezte, 1842-ben avatták doktorrá. Később mint szülész és általános orvos működött.

## Munkái
- Hogyan kell az elmezavarokat kezdetökben orvosolni? Erlenmeyer Albrecht után ford. Pest, 1864.
- Orvosi cikkeket irt a Gyógyászatba (1863–68) és az Ung. Med. Chirurg. Pressebe (1867).